# Dilocarcinus septemdentatus
Dilocarcinus septemdentatus är en kräftdjursart som först beskrevs av Herbst 1783.  Dilocarcinus septemdentatus ingår i släktet Dilocarcinus och familjen Trichodactylidae. IUCN kategoriserar arten globalt som livskraftig. Inga underarter finns listade i Catalogue of Life.